# Idiops harti
Espèce
Synonymes
- Pseudidiops hartii Pocock, 1893

Idiops harti est une espèce d'araignées mygalomorphes de la famille des Idiopidae.

## Distribution
Cette espèce est endémique de la Trinité à Trinité-et-Tobago,.

## Description
La femelle décrite par Fonseca-Ferreira, Guadanucci, Yamamoto et Brescovit en 2021 mesure 18,8 mm.

## Systématique et taxinomie
Cette espèce a été décrite sous le protonyme Pseudidiops hartii par Pocock en 1893. Elle est placée dans le genre Idiops par Raven en 1985.

## Étymologie
Cette espèce est nommée en l'honneur de John Hinckley Hart (1867-1911).

## Publication originale
- Pocock, 1893 : « Description of a new species of tree-trap-door spider from Trinidad. » Annals and Magazine of Natural History, sér. 6, vol. 11, p. 407-409 (texte intégral).